# Turmion Kätilöt
Turmion Kätilöt je finská industrial metalová skupina pocházející z města Kuopio. Vznikla v roce 2003, byla založena zpěvákem MC Raaka Peem a kytaristou DJ Vastapaalem, později se k nim přidali baskytarista Master Bates, klávesista RunQ a bubeník DQ. Na konci roku 2004 si k sobě přizvali druhého zpěváka Spellgotha.
Dne 10. prosince 2012 utrpěl MC Raaka Pee vážnou mozkovou mrtvici. V současné době se zotavuje.

## Alba
- 2004 – Hoitovirhe
- 2005 – Niuva 20 (EP)
- 2006 – Pirun Nyrkki
- 2008 – U.S.C.H!
- 2011 – Perstechnique
- 2012 – Mitä näitä nyt oli (Kompilační album)
- 2013 – Technodiktator
- 2015 – Discovibrator
- 2017 – Dance Panique
- 2018 - Universal Satan
- 2020 - Global Warning
- 2023 - Omen X
- 2024 - Reset

## Singly
- 2003 – „Teurastaja“
- 2004 – „Verta Ja Lihaa“
- 2006 – „Pirun Nyrkki“
- 2008 – „Minä Määrään“
- 2010 – „Ihmsixsixsix“
- 2013 – „Jalopiina“
- 2015 – „Vastanaineet“
- 2015 – „Hyvissä höyryissä“
- 2015 – „Pimeyden morsian 2016“
- 2016 – „Surutulitus“
- 2016 – „Itämaan tietäjä“
- 2017 – „Dance Panique“
- 2017 – „Hyvää Yötä“
- 2018 – „Sikiö“
- 2018 – „Faster Than God“
- 2019 – „Vihreät niityt“
- 2020 – „Sano kun riittää“
- 2020 – „Kyntövuohi“
- 2021 – „Hengitä“